# 第20師団 (日本軍)
第20師団（だいにじゅうしだん）は、大日本帝国陸軍の師団の一つ。

## 概要
日露戦争に勝利し朝鮮を獲得した日本は、半島警備の為に2個師団増設が計画され、1915年（大正4年）12月24日に編成が決まった。同時に編成されたのが第19師団である。ともに朝鮮軍に属した。
師団の兵卒は日本の内地で他の師団が管轄する師管で徴集された。1927年（昭和2年）時点では主に第4師管・第5師管・第10師管・第11師管・第12師管・第16師管と一部他師管で徴集することが原則とされていた。大阪を含む近畿地方の一部から、中国・四国地方の全域、および九州地方北部に相当する。

## 最初期
日露戦争に勝利し大韓帝国を併合したが、当初朝鮮の警備は内地にある在来師団を交替で派遣していた。明治の末頃から師団増設は検討されていたが、続く戦役から政府は財政難であった為1915年（大正4年）まで実現しなかった。
1915年（大正4年）12月24日に編成が決まったものの、実際に編成にあたったのは1918年（大正7年）からで、編成完結まで実に3年の時を要する。財政難の日本にとって、第19・第20の両師団は共に難産であった。
第20師団は京城府龍山で編成され、1919年4月1日に師団司令部を設置した。所属歩兵連隊は歩兵第77・歩兵第78・歩兵第79・歩兵第80連隊の4個連隊。補充は内地から行われた。編成完結後、主に朝鮮南部の警備にあたった。

## 大陸戦線
1931年（昭和6年）柳条湖事件が起こると之に師団の兵力を抽出し混成第39旅団を編成して同年9月18日に派遣する。同年12月頃には師団主力も動員されて錦州攻略に当り、1932年（昭和7年）4月に帰還する。1937年（昭和12年）7月に盧溝橋事件が起ると華北戦線に動員される。

## 太平洋戦線
戦力の充実した常設師団として第19師団と共に朝鮮半島において陸軍の総予備として控えていた。以前より対ソ戦（縦深陣地攻撃）への練度が高く、1941年（昭和16年）7月、動員下令となるが直ぐには戦地へ行かず、京城にて引き続き訓練を行っていた。1942年（昭和17年）に野砲から山砲への改編が行われたことにより、満州以南への派遣が決定的となった。なお、1943年（昭和18年）9月、師団隷下の歩兵第77連隊が第30師団隷下に移る。
1943年（昭和18年）から師団はニューギニア戦線に動員され、同地でオーストラリア軍と交戦し、終戦を迎える。ニューギニアには25,000名の兵力で臨んだものの敵軍との交戦やマラリアによって多大な損害を被り、生還し復員したのは僅か1,711名であった。

## 師団概要

### 歴代師団長
- 浄法寺五郎 中将：1919年（大正8年）4月1日 - 1922年（大正11年）2月8日
- 菅野尚一 中将：1922年（大正11年）2月8日 - 1924年（大正13年）8月20日
- 引田乾作 中将：1924年（大正13年）8月20日 - 1927年（昭和2年）7月26日
- 上原平太郎 中将：1927年（昭和2年）7月26日 - 1930年（昭和5年）8月1日
- 室兼次 中将：1930年（昭和5年）8月1日 - 1932年（昭和7年）8月8日
- 梅崎延太郎 中将：1932年（昭和7年）8月8日 - 1935年（昭和10年）3月15日
- 三宅光治 中将：1935年（昭和10年）3月15日 - 1936年（昭和11年）12月1日
- 川岸文三郎 中将：1936年（昭和11年）12月1日 - 1938年（昭和13年）6月23日
- 牛島実常 中将：1938年（昭和13年）6月23日 - 1939年（昭和14年）9月7日
- 七田一郎 中将：1939年（昭和14年）9月7日 - 1941年（昭和16年）4月10日
- 永津佐比重 中将：1941年（昭和16年）4月10日 - 1942年（昭和17年）8月17日
- 青木重誠 中将：1942年（昭和17年）8月17日 - 1943年（昭和18年）6月29日（戦病死）
- 片桐茂 中将：1943年（昭和18年）7月2日 - 1944年（昭和19年）4月28日（戦死）
- （心）中井増太郎 少将：1944年（昭和19年）5月10日 - 1945年（昭和20年）4月7日（同日中将進級）
- 中井増太郎 中将：1945年（昭和20年）4月7日 - 終戦

### 参謀長
- 西田友幸 歩兵大佐：1919年（大正8年）4月1日 - 1922年（大正11年）8月15日
- 武川寿輔 歩兵大佐：1922年（大正11年）8月15日 - 1923年（大正12年）8月6日
- 古川三郎[3] 歩兵大佐：1923年（大正12年）8月6日 - 1925年（大正14年）5月1日
- 中川金蔵 歩兵大佐：1925年（大正14年）5月1日 - 1928年（昭和3年）8月10日
- 吉富庄祐 歩兵大佐：1928年（昭和3年）8月10日 - 1929年（昭和4年）12月10日[4]
- 森五六 歩兵大佐：1929年（昭和4年）12月10日 - 1932年（昭和7年）4月11日[5]
- 佐伯清一 歩兵大佐：1932年（昭和7年）4月11日 - 1934年（昭和9年）3月5日[6]
- 平田健吉 砲兵大佐：1934年（昭和9年）3月5日 - 1936年（昭和11年）8月1日
- 杵村久蔵 歩兵大佐：1936年（昭和11年）8月1日 - 1938年（昭和13年）8月2日死去[7]
- 内田銀之助 歩兵大佐：1938年（昭和13年）8月10日 - 1940年（昭和15年）9月16日[8]
- 荒木正二 大佐：1940年（昭和15年）9月16日 - 1941年（昭和16年）3月1日[9]
- 中井増太郎 大佐：1941年（昭和16年）3月1日 - 1943年（昭和18年）8月2日
- 小野武雄[注 1] 大佐：1943年（昭和18年）8月2日 - 1944年（昭和19年）4月20日[10]
- 高橋澄次 中佐：1944年（昭和19年）4月20日[10] - 1944年（昭和19年）10月21日[11]
- 岩永宝 中佐：1944年（昭和19年）10月21日 - 終戦

### 高級副官
- 吉村豊利 中佐：1925年（大正14年）6月18日 - ?
- 中井重義 中佐：
- 土谷直二郎 中佐：1934年（昭和9年）8月1日 - ?
- 中山亮輔 中佐：1941年（昭和16年）9月6日 - 1943年（昭和18年）4月10日
- 藤井鎮夫 中佐：1943年（昭和18年）4月10日 - ?
- 髙木茂 中佐：

### 兵器部長
- 高市通正 中佐：1920年（大正9年）8月10日 - 1922年（大正11年）8月15日
- 坂部祐四郎 中佐：1922年（大正11年）8月15日
- 末松亜市 中佐：1927年（昭和2年）3月22日
- 池永武雄 大佐：1933年（昭和8年）8月1日
- 内山隆道 中佐：1934年（昭和9年）8月1日
- 宇和川正夫 中佐：1935年（昭和10年）8月1日
- 松尾春重 中佐：1936年（昭和11年）8月1日
- 武田米太郎 大佐：1939年（昭和14年）3月9日
- 藤田秀八 中佐：1941年（昭和16年）7月15日
- 長田庄吉 中佐：1942年（昭和17年）8月1日
- 蔭山常雄 中佐：1944年（昭和19年）4月20日 - 7月1日(戦死)

### 経理部長
- 芝田忠五郎 一等主計正：1919年（大正8年）4月1日 - 1921年（大正10年）7月20日
- 高橋倉松 一等主計正：1921年（大正10年）7月20日 - 1923年（大正12年）8月6日
- 遠山道 一等主計正：1923年（大正12年）8月6日 - 1926年（大正15年）3月2日
- 白井八百蔵 一等主計正：1926年（大正15年）3月2日 - 1928年（昭和3年）12月21日
- 横田章 一等主計正：1928年（昭和3年）12月21日 - 1930年（昭和5年）8月1日
- 丸本彰造 一等主計正：1930年（昭和5年）8月1日 - 1933年（昭和8年）12月20日
- 稲葉章 一等主計正：1933年（昭和8年）12月20日 - 1936年（昭和11年）8月1日
- 西原貢 一等主計正：1936年（昭和11年）8月1日 - 1941年（昭和16年）11月6日
- 迫田末吉 主計大佐：1941年（昭和16年）11月6日 - 1943年（昭和18年）3月20日
- 加藤晋 主計中佐：1943年（昭和18年）3月20日 -

### 軍医部長
- 早川於都造 一等軍医正：1919年（大正8年）4月1日 - 1920年（大正9年）8月10日
- 鳥居百三 一等軍医正：1920年（大正9年）8月10日 - 1922年（大正11年）8月15日
- 佐分利良民 一等軍医正：1922年（大正11年）8月15日 - 1925年（大正14年）5月1日
- 高岡栄 軍医監：1925年（大正14年）5月1日 - 1927年（昭和2年）7月26日
- 出射一郎 軍医監：1927年（昭和2年）7月26日 - 1930年（昭和5年）8月1日
- 中山直秀 軍医監：1930年（昭和5年）8月1日 - 1932年（昭和7年）4月11日
- 出井淳三 軍医監：1932年（昭和7年）4月11日 - 1934年（昭和9年）3月5日
- 越川彰 一等軍医正：1934年（昭和9年）3月5日 - 1936年（昭和11年）3月7日
- 武藤太利三 軍医監：1936年（昭和11年）3月7日 - 1936年（昭和11年）12月28日
- 笹井秀恕 軍医監：1936年（昭和11年）12月28日 - 1940年（昭和15年）1月26日
- 松谷博治 軍医大佐：1940年（昭和15年）1月26日 - 1941年（昭和16年）11月6日
- 三輪不二雄 軍医大佐：1941年（昭和16年）11月6日 - 1942年（昭和17年）8月1日
- 井上国左太 軍医大佐：1942年（昭和17年）8月1日 - 1944年（昭和19年）10月24日
- 田中政夫 軍医中佐：1944年（昭和19年）10月24日 -

### 獣医部長
- 詠村与四郎 三等獣医正：1919年（大正8年）4月1日 -
- 寿内要 二等獣医正：
- 寺谷口幸二 二等獣医正：1922年（大正11年）8月15日 - 1926年（大正15年）3月2日
- 小高根鎈太郎 ：1926年（大正15年）3月2日 - 1928年（昭和3年）8月10日
- 三谷五郎 二等獣医正：1928年（昭和3年）8月10日 - 1931年（昭和6年）8月1日
- 増尾厳 二等獣医正：1931年（昭和6年）8月1日 - 1934年（昭和9年）8月1日
- 横山宗市 二等獣医正：1934年（昭和9年）8月1日 - ?
- 小林和平 獣医少佐：1940年（昭和15年）1月26日 - 1940年（昭和15年）8月1日
- 石躍政男 獣医中佐：1940年（昭和15年）8月1日 - 1942年（昭和17年）8月1日
- 沢山繁雄 獣医中佐：1942年（昭和17年）8月1日 -

## 所属部隊
- 歩兵第39旅団
  - 歩兵第77連隊（平壌）
  - 歩兵第78連隊（龍山）
- 歩兵第40旅団
  - 歩兵第79連隊（龍山）
  - 歩兵第80連隊（大邱）
- 騎兵第28連隊（龍山）
- 野砲兵第26連隊（龍山）
- 工兵第20大隊（龍山）
- 馬山重砲兵大隊

- 工兵第20大隊は1936年（昭和11年）6月1日連隊に昇格する。
- 飛行第6連隊が隷下に加わる
- 高射砲第6連隊が隷下に加わる
- 1937年（昭和12年）7月11日応急動員を受け北支那方面軍第1軍隷下に編入。
  - 戦時動員を以って隷下に輜重兵第20連隊・師団通信隊及び師団兵器勤務隊並びに第1 - 第4野戦病院が隷下に加わる。
- 師団は1941年（昭和16年）7月16日朝鮮軍隷下として臨時編成を受ける。隷下の歩兵第77連隊が第30師団隷下へ移る。
- 歩兵連隊1個転出に伴い第20歩兵団が編成され「三単位師団」となる。
- 騎兵連隊を改め捜索連隊とする。
- 捜索第20連隊は1942年（昭和17年）に師団編制で分離され留守第20師団に編合される。（平時編制）
- 師団は1942年（昭和17年）10月第18軍戦闘序列に編入される。
  - 上記隷下部隊の他師団通信隊・師団兵器勤務隊・第1、第2、第4野戦病院・防疫給水部が加わる。

## 最終所属部隊
※1944年（昭和19年）3月14日大陸命第963号を以って第18軍戦闘序列に編入される。
- 第20歩兵団：三宅貞彦少将
  - 歩兵第78連隊（龍山）：松本松次郎少将
  - 歩兵第79連隊（龍山）：林田金城少将
  - 歩兵第80連隊（大邱）：井手篤太郎大佐
- 野砲兵第26連隊：佐伯縄四郎大佐
- 工兵第20連隊：小泉義純中佐
- 輜重兵第20連隊：井場通敏大佐
- 第20師団通信隊：野瀬弘行大尉
- 第20師団衛生隊：江本烈大佐
- 第20師団第1野戦病院：平賀強少佐
- 第20師団第2野戦病院：中江皞三少佐
- 第20師団第4野戦病院：江田不二夫少佐
- 第20師団防疫給水部：芦田二三男少佐
- 第20師団病馬廠：峯本文三郎大尉